# Hertogenbosch
Konzentrationslager Hertogenbosch, KL Herzogenbusch (niderl. Kamp Vught) – niemiecki obóz koncentracyjny istniejący w latach 1942–1944 w lasach koło miejscowości Vught, 25 km na północny zachód od Eindhoven, na terytorium podbitej przez III Rzeszę Holandii.

## Historia obozu
Budowa obozu rozpoczęła się w maju 1942 roku, na przełomie 1942 i 1943 pierwsi więźniowie przybyli na miejsce z obozu KL Amerfoort.
Komendantami obozu byli:
- SS-Untersturmführer Karl Chmielewski – od założenia do października 1943
- SS Hauptsturmführer Adam Grünewald – październik 1943 – luty 1944
- SS Untersturmführer Hans Hüttig – luty 1944 – do końca.

Obóz był z początku podzielony na dwie części:
- Obóz przejściowy dla Żydów (Judendurchgangslager), z którego Żydzi byli wysyłani do pracy w innych obozach na terenie Holandii, bądź przez obóz w Westerbork – do obozów zagłady (najczęściej Auschwitz-Birkenau bądź Sobibor).
- Obóz koncentracyjny (nazwany Schutzhaftlager) przyjmujący duńskich i belgijskich więźniów politycznych, których poddawano bardzo ostremu głodzeniu i brutalnemu traktowaniu.

W maju i w sierpniu 1943 wyznaczono dwie kolejne części:
- Obóz kobiecy (Fraukonzentrationslager), dla kobiet związanych z ruchem oporu.
- Obóz dla jeńców (Polizeidurchgangslager), dla osób, których zamierzano wymienić bądź trzymano dla szantażu.

Na terenie obozu funkcjonowało krematorium.
Obóz został ewakuowany w nocy z 5 na 6 września 1944. Kobiety zostały wysłane do Ravensbrück, mężczyźni do Sachsenhausen. Wyzwolenie pustego obozu przez wojsko kanadyjskie nastąpiło 26 października 1944.
Obóz posiadał 11 podobozów w całej Holandii. Były to przede wszystkim obozy pracy (Arbeitslager) oraz obozy tranzytowe dla Żydów.
W obozie więziono również Świadków Jehowy głównie z Holandii.

## Więźniowie i ofiary
Warunki obozowe były bardzo trudne, zwłaszcza na samym początku. Zimą 1942/1943, z głodu, zimna i zmaltretowania zmarło wielu więźniów – wśród nich wiele żydowskich dzieci. Więźniowie byli również rozstrzeliwani w pobliskim lesie.
Dla Żydów, których było najwięcej, obóz ten był najczęściej obozem przejściowym. Ci, którzy zostali ocenieni jako „przydatni” byli rozsyłani do innych obozów pracy na terenie Holandii lub dalej. Reszta była wysyłana do obozów zagłady. W ten sposób przez ten niewielki obóz przeszło ponad 31 000 osób. Na terenie obozu rozstrzelano również ponad 300 członków holenderskiego ruchu oporu. W sumie w Hertogenbosch zginęło 749 osób.

## Dzieje powojenne
Bezpośrednio po wojnie obóz został wykorzystany jako ośrodek internowania dla holenderskich kolaborantów oraz kilku tysięcy Niemców z przygranicznych terenów Holandii. Obóz internowania istniał do 1949 roku. Na początku lat 50. obóz służył jeszcze jako centrum repatriacji kolonistów z opuszczanych holenderskich kolonii. Następnie tereny byłego obozu zostały przejęte przez wojsko. W części zabudowań obozowych zostało założone więzienie („Nieuw Vosseveld”), które funkcjonuje nadal. W dawnej obozowej kuchni w roku 1990 założono muzeum, którego wystawa została całkowicie odnowiona w 2002 roku.